# Онджо (Пэкче)
Онджо (溫祚王; ум. 28) — основатель и первый правитель Пэкче, одного из трёх корейских государств. Согласно Самгук саги, родоначальник королевской династии Пэкче.

## Происхождение
Существует несколько теорий и легенд о происхождении Онджо. Одна из них заключается в том, что он был третьим сыном вана Тонмёна (Чумона), основателя северокорейского государства Когурё. Он был младшим братом Юри, второго вана Когурё, и Пирю, основателя небольшого государства в Мичхухоле.
Вторая теория состоит в том, что он был сыном Утхэ, первого мужа своей матери. 
Третья легенда гласит, что его старший брат Пирю был сыном его матери от Утхэ, но Онджо родился после второго брака с ваном Тонмёном.

## Правление Онджо
У Тонмёна было три сына: Юри, Пирю и Онджо. Когда Юри, родившийся от предыдущей жены Тонмёна в Тонпуё, приехал в Когурё и стал наследником престола, Пирю и Онджо переехали на юг, чтобы основать свои собственные государства. Согласно Самгук юсе, Пирю основал свое царство в Мичхухоле, но его царство просуществовало недолго. Люди Пирю присоединились к Сипче после смерти Пирю, и Онджо переименовал его в Пэкче. После этого столица Пэкче была перенесена на юг от Хабук Виресона из-за племён мальгаль расположенных на севере и Наннан на востоке. Обе столицы находились в пределах нынешнего Сеула. В 13 и 8 годах до н. э. племена мальгаль атаковали с севера, и каждый раз Онджо лично возглавлял свою армию и одерживал победы над захватчиками. В 5 году до н. э. Онджо перенёс столицу в более защищённое место к югу от реки Хан, переименовав её в Ханам Виресон, и отправил гонца к правителю конфедерации Махан, сообщив ему о недавних действиях.
В это время у Онджо уже были планы завоевания Махана и Чинхана. К 7 году н. э. он уже готовил свою армию к войне и, наконец, атаковал в 8 году н. э.. Онджо тайно перевёл свои армии через границу, под предлогом охоты в лесах. Вскоре весь Махан, за исключением двух крепостей, был завоёван. Жители двух последних крепостей Махана сдались Онджо и были помилованы. Однако ван Махана покончил с собой и оставил письмо для Онджо, в котором просил его принять людей Махана с добротой и милосердием. Онджо уважил последнюю просьбу вана Махана и принял его людей.
Пэкче значительно расширилось, и каждый год строилось по несколько крепостей. Мир длился до 16 года н. э., когда бывший генерал Махана поднял восстание. Онджо возглавил армию в 5000 человек и успешно подавил восстание. Вскоре после этого племена мальгаль снова вторглись в 22 году н. э., но были разбиты.

## Смерть и наследие
Онджо умер от естественных причин в 28 году н. э., на 46-м году своего правления. Ему наследовал его старший сын Тару. Онджо заложил основы могущественной державы, которая просуществовала 678 лет.